# Tomás Guidara
Tomás Ezequiel Guidara (Córdoba, 13 marzo 1996) è un calciatore argentino, difensore dell' Huracán.

## Carriera

### Club

#### Belgrano
Cresciuto nelle giovanili del Belgrano, ha esordito il 22 giugno 2017 in occasione del match vinto 2-1 contro il Newell's Old Boys.

#### Vélez Sarsfield
Il 1º luglio 2019 viene acquistato a titolo definitivo per 1,6 milioni di euro dalla squadra argentina del Vélez Sarsfield, con cui sottoscrive un contratto triennale con scadenza il 30 giugno 2022.

#### Huracán
Il 16 gennaio 2025 viene acquistato dall'Huracán.

## Statistiche

### Presenze e reti nei club
Statistiche aggiornate al 19 maggio 2025.
| Stagione               | Squadra                | Campionato             | Campionato | Campionato | Coppe nazionali | Coppe nazionali | Coppe nazionali | Coppe continentali | Coppe continentali | Coppe continentali | Altre coppe | Altre coppe | Altre coppe | Totale | Totale | Totale |
| Stagione               | Squadra                | Comp                   | Pres       | Reti       | Comp            | Pres            | Reti            | Comp               | Pres               | Reti               | Comp        | Pres        | Reti        | Pres   | Reti   |        |
| ---------------------- | ---------------------- | ---------------------- | ---------- | ---------- | --------------- | --------------- | --------------- | ------------------ | ------------------ | ------------------ | ----------- | ----------- | ----------- | ------ | ------ | ------ |
| 2016-2017              | Belgrano               | PD                     | 2          | 0          | CA              | 0               | 0               | -                  | -                  | -                  | -           | -           | -           | 2      | 0      |        |
| 2017-2018              | Belgrano               | PD                     | 21         | 0          | CA              | 1               | 0               | -                  | -                  | -                  | -           | -           | -           | 22     | 0      |        |
| 2018-2019              | Belgrano               | PD                     | 21         | 0          | CA+CdS          | 1+2             | 0               | -                  | -                  | -                  | -           | -           | -           | 24     | 0      |        |
| Totale Belgrano        | Totale Belgrano        | Totale Belgrano        | 44         | 0          |                 | 4               | 0               |                    | -                  | -                  |             | -           | -           | 48     | 0      |        |
| 2019-2020              | Vélez Sarsfield        | PD                     | 17         | 0          | CA+CdS+CM       | 1+1+7           | 0               | CS                 | 10                 | 0                  | -           | -           | -           | 36     | 0      |        |
| 2021                   | Vélez Sarsfield        | PD                     | 23         | 0          | CA+CdL          | 1+8             | 0               | CL                 | 8                  | 0                  | -           | -           | -           | 40     | 0      |        |
| 2022                   | Vélez Sarsfield        | PD                     | 14         | 0          | CA+CdL          | 1+12            | 0               | CL                 | 7                  | 0                  | -           | -           | -           | 34     | 0      |        |
| 2023                   | Vélez Sarsfield        | PD                     | 19         | 0          | CA+CdL          | 1+5             | 0               | -                  | -                  | -                  | -           | -           | -           | 25     | 0      |        |
| 2024                   | Vélez Sarsfield        | PD                     | 5          | 0          | CA+CdL          | 2+2             | 0               | -                  | -                  | -                  | TdC         | -           | -           | 9      | 0      |        |
| Totale Vélez Sarsfield | Totale Vélez Sarsfield | Totale Vélez Sarsfield | 78         | 0          |                 | 41              | 0               |                    | 25                 | 0                  |             | -           | -           | 144    | 0      |        |
| 2025                   | Huracán                | PD                     | 14         | 0          | CA              | 0               | 0               | CS                 | 3                  | 0                  | -           | -           | -           | 17     | 0      |        |
| Totale carriera        | Totale carriera        | Totale carriera        | 136        | 0          |                 | 45              | 0               |                    | 28                 | 0                  |             | -           | -           | 209    | 0      |        |

## Palmarès
- Campionato argentino: 1

Velez: 2024